# Concierto por la paz en Centroamérica
Le concierto por la paz en Centroamérica (concert pour la paix en Amérique centrale) est un concert qui s'est tenu sur Plaza de la Revolución (es) en avril 1983 à Managua, capitale du Nicaragua. Abril en Managua est un album musical sorti en 1984, composé de chansons enregistrées durant ce concert.

## Contexte
Le concert est donné en soutien de la révolution sandiniste et au processus révolutionnaire salvadorien. Pour le journal El Tiempo, il est un de ces concerts les plus mémorables initiés à partir des années 1970 par des artistes pour défendre des causes humanitaires ou politique ou en faveur de la paix.
Il est produit par Luis Enrique Mejía Godoy, Hans Lagenberg, Jan Kees de Roy et Wolf Tirado, qui éditent également l'album Abril en Managua pour le label Interdisc. Le concert est financé le pouvoir sandiniste mais également par des fondations et organisations hollandaises. Il fait ainsi partie des actions entreprises dans les années 1970 et 1980 par les activistes hollandais de gauche en solidarité avec la Révolution sandiniste.

## Participants
D'importants artistes latino-américains tels que Amparo Ochoa, Gabino Palomares, les frères Carlos et Luis Enrique Mejía Godoy, Silvio Rodríguez, Mercedes Sosa, Daniel Viglietti et Alí Primera participent au concert. Pour certains artistes moins connus, comme Adrián Goizueta, le concert et surtout l'album Abril en Managua (produit en Hollande) ont été ce qui leur a ouvert les portes de la scène musicale européenne.

## Liste des titres de l'albumAbril en Managua
| 1.  | Yo soy de un pueblo sencillo    | Luis Enrique Mejía Godoy                  | 3:12 |
| 2.  | La maldición de Malinche (es)   | Gabino Palomares (es) et Amparo Ochoa     | 3:45 |
| 3.  | El Salvador                     | Luis Rico                                 | 4:28 |
| 4.  | Para amar en tiempos de guerra  | Amparo Ochoa                              | 4:33 |
| 5.  | ¿Quién tiene la voz?            | Amparo Ochoa                              | 5:07 |
| 6.  | El sombrero azul                | Alí Primera                               | 6:09 |
| 7.  | O que será                      | Chico Buarque                             | 2:52 |
| 8.  | Canción del pueblo              | Silverio Pérez et Quinteto Puertorriqueño | 2:42 |
| 9.  | Que bonita bandera              | Silverio Pérez et Quinteto Puertorriqueño | 4:59 |
| 10. | Declaración de amor a Nicaragua | Daniel Viglietti                          | 3:53 |
| 11. | Canción para mi América         | Daniel Viglietti                          | 2:10 |
| 12. | Eugenia                         | Adrián Goizueta et Grupo Experimental     | 3:26 |
| 13. | El dulce abismo                 | Silvio Rodríguez                          | 3:58 |
| 14. | Canción urgente para Nicaragua  | Silvio et Manguaré                        | 6:06 |
| 15. | Nicaragua Nicaragüita           | Carlos Mejía Godoy et Los de Palacagüina  | 4:22 |
| 16. | El nacimiento                   | Carlos Mejía Godoy et Los de Palacagüina  | 2:11 |
| 17. | No pasarán                      | Carlos Mejía Godoy et Los de Palacagüina  | 3:41 |
| 18. | Solo le pido a Dios             | Mercedes Sosa                             | 3:41 |
| 19. | Cuando tenga la tierra          | Mercedes Sosa                             | 4:21 |